# Стив Ставро
Стив Атанас Ставро или Маноли Ставров Шолдов, наричан Дикльо (на английски: Steve Atanas Stavro, Manoli Stavroff Sholdas), е канадски предприемач милионер.

## Биография
Стив Ставро е роден на 27 септември 1927 година в костурското село Габреш, Егейска Македония, Гърция, но през 1934 година заедно с майка си Цвета се преместват в Торонто, Канада, където баща му Атанас държи бакалия. Първи братовчед е по майчина линия с Джон Битов Старши. Стив Ставро е енориаш на църковната община към македоно-българската църква „Свети Георги“ в Торонто Посещава църковното училище към македоно-българската църква „Св. св. Кирил и Методий“. Завършва колеж и от началото на 50-те години започва да развива семейния бизнес, като през 60-те години вече притежава футболен отбор и участва в създаването на Северноамериканската футболна лига. От 1965 година Стив Ставро притежава коне за спортни надбягвания, като повечето от тях са кръстени на личности или събития от историята на Македония. От началото на 80-те години участва в ръководството на хокейния отбор Торонто Мейпъл Лийвс. Носител е на десетки спортни и държавни отличия, най-значимото сред които орден „Канада“.
Умира на 24 април 2006 година от сърдечен удар. Оставя съпруга Сали (Сотира) и четири дъщери. Погребан е в гробището „Маунт Плезънт“, като на надгробния му паметник е поставена статуя на Александър Велики на кон.